# Trichosanthes planiglans
Trichosanthes planiglans är en gurkväxtart som beskrevs av Rugayah. Trichosanthes planiglans ingår i släktet Trichosanthes och familjen gurkväxter. Inga underarter finns listade i Catalogue of Life.